# Zenon Hajduga
Zenon Hajduga (ur. 11 stycznia 1935 w Nowym Sączu, zm. 18 listopada 2023 w Warszawie) – polski hokeista oraz trener hokeja na lodzie, działacz hokejowy i sportowy.

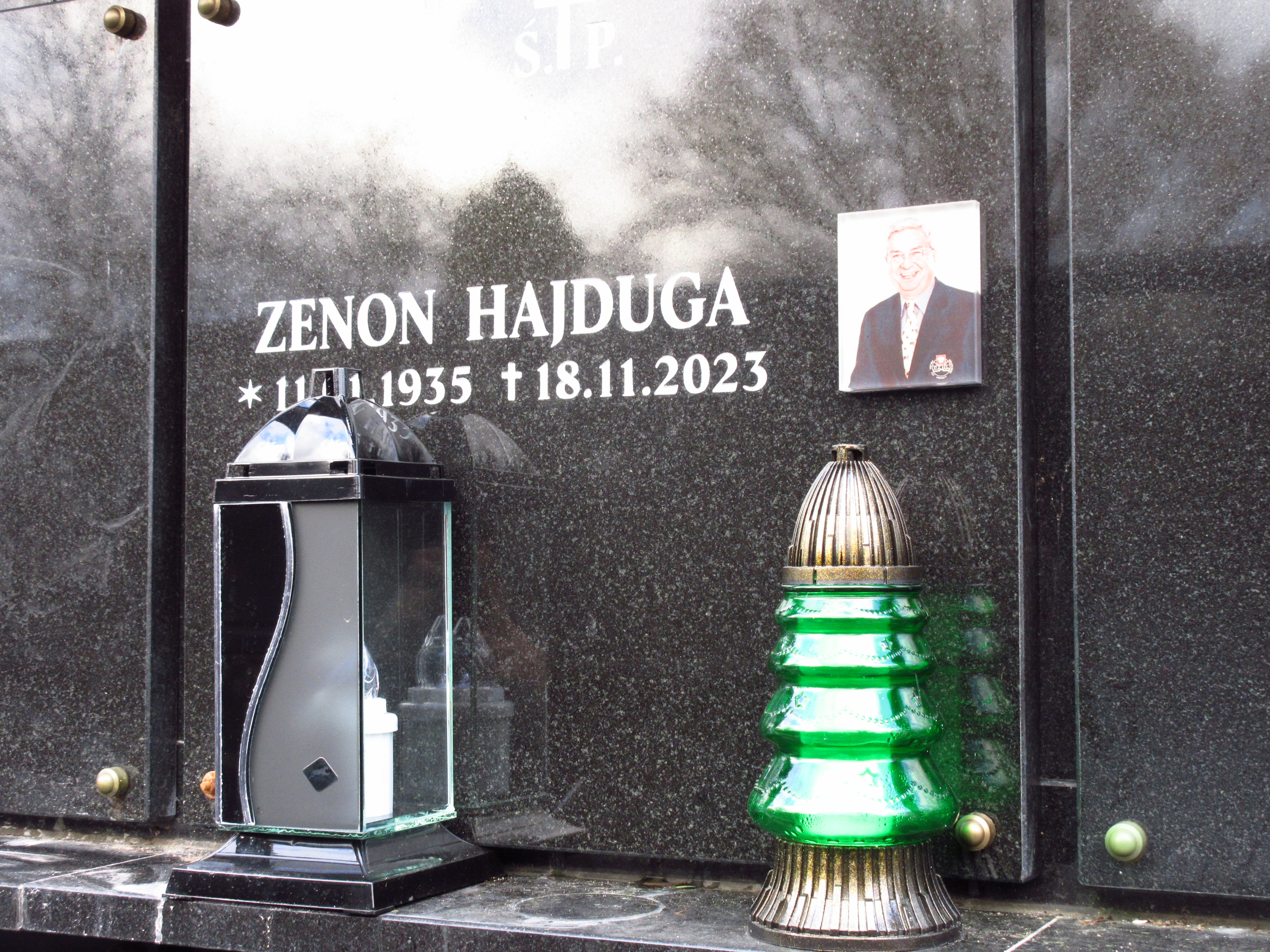
Grób Zenona Hajdugi na Cmentarzu Bródnowskim.

Urodził się 11 stycznia 1935. Został trenerem hokeja na lodzie. Był trenerem reprezentacji Polski do lat 20, w tym na turnieju mistrzostw świata Grupy B 1980. W sezonie 1982/1983 był asystentem selekcjonera seniorskiej reprezentacji Polski Emila Nikodemowicza, w tym na turnieju mistrzostw świata 1983 Grupy B.
W późniejszych latach był menedżerem seniorskiej kadry Polski. Od 2000 do 2008 przez dwie kadencje sprawował stanowisko prezesa Polskiego Związku Hokeja na Lodzie. Został członkiem zarządu Fundacji Kształcenia i Dokształcania Trenerów Polskich Związków Sportowych, członkiem rady nadzorczej Polskiego Komitetu Olimpijskiego.
W 2000 został odznaczony Złotym Krzyżem Zasługi za zasługi w działalności na rzecz rozwoju kultury fizycznej i sportu.
Zmarł 18 listopada 2023. Pochowany w kolumbarium na cmentarzu Bródnowskim (kwatera 116B-4-33).